# Manzarek-Krieger

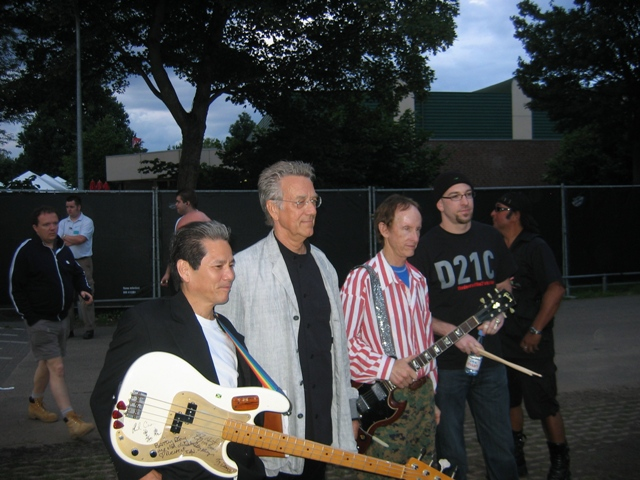
De leden van The Doors of the 21st Century

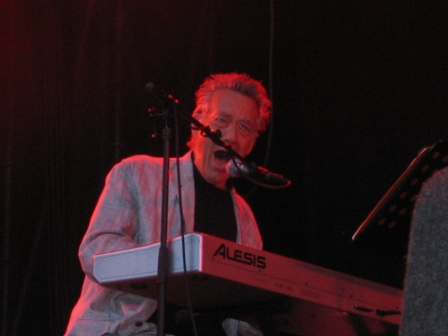
Ray Manzarek

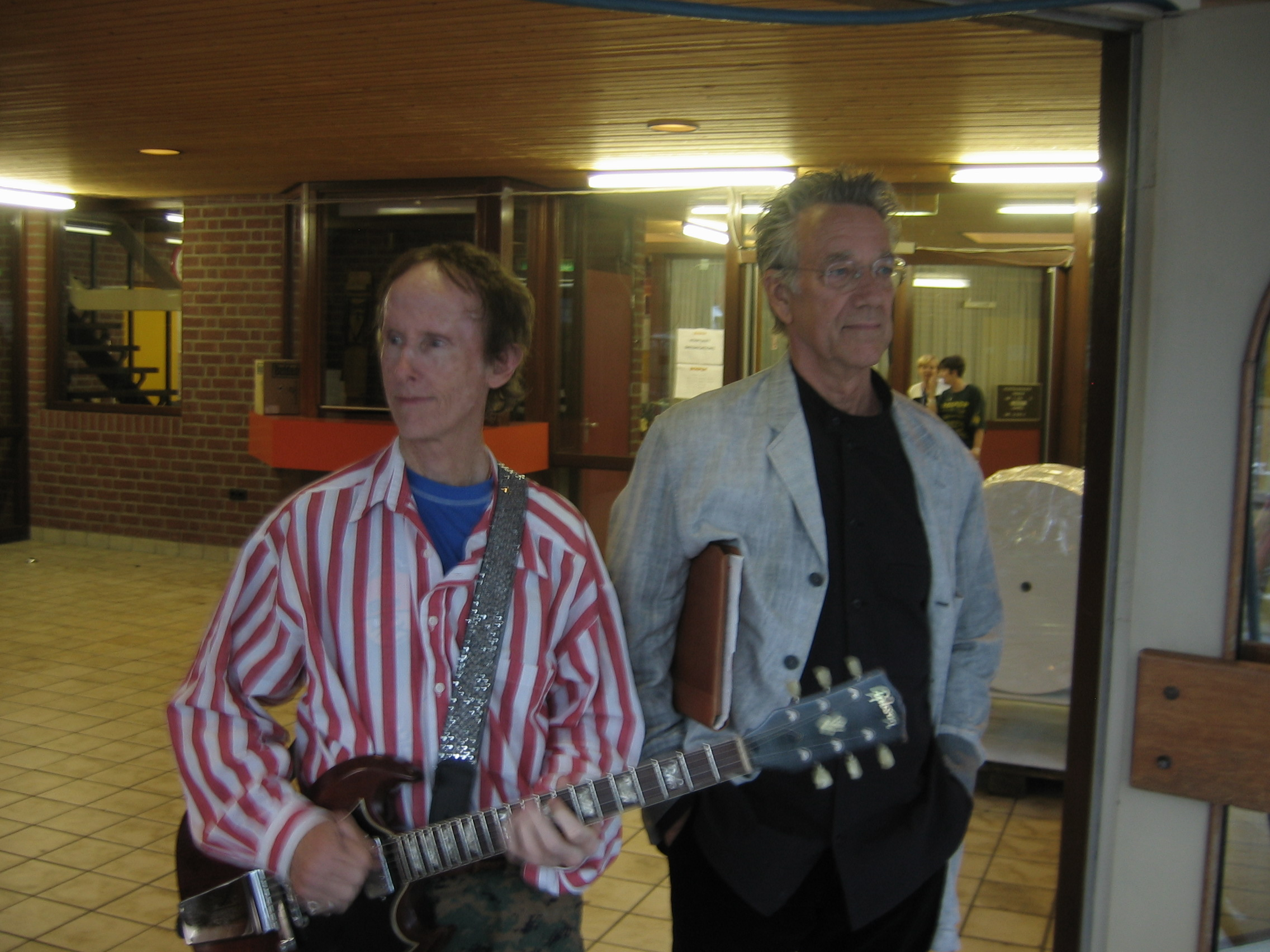
Robby Krieger en Ray Manzarek in 2004

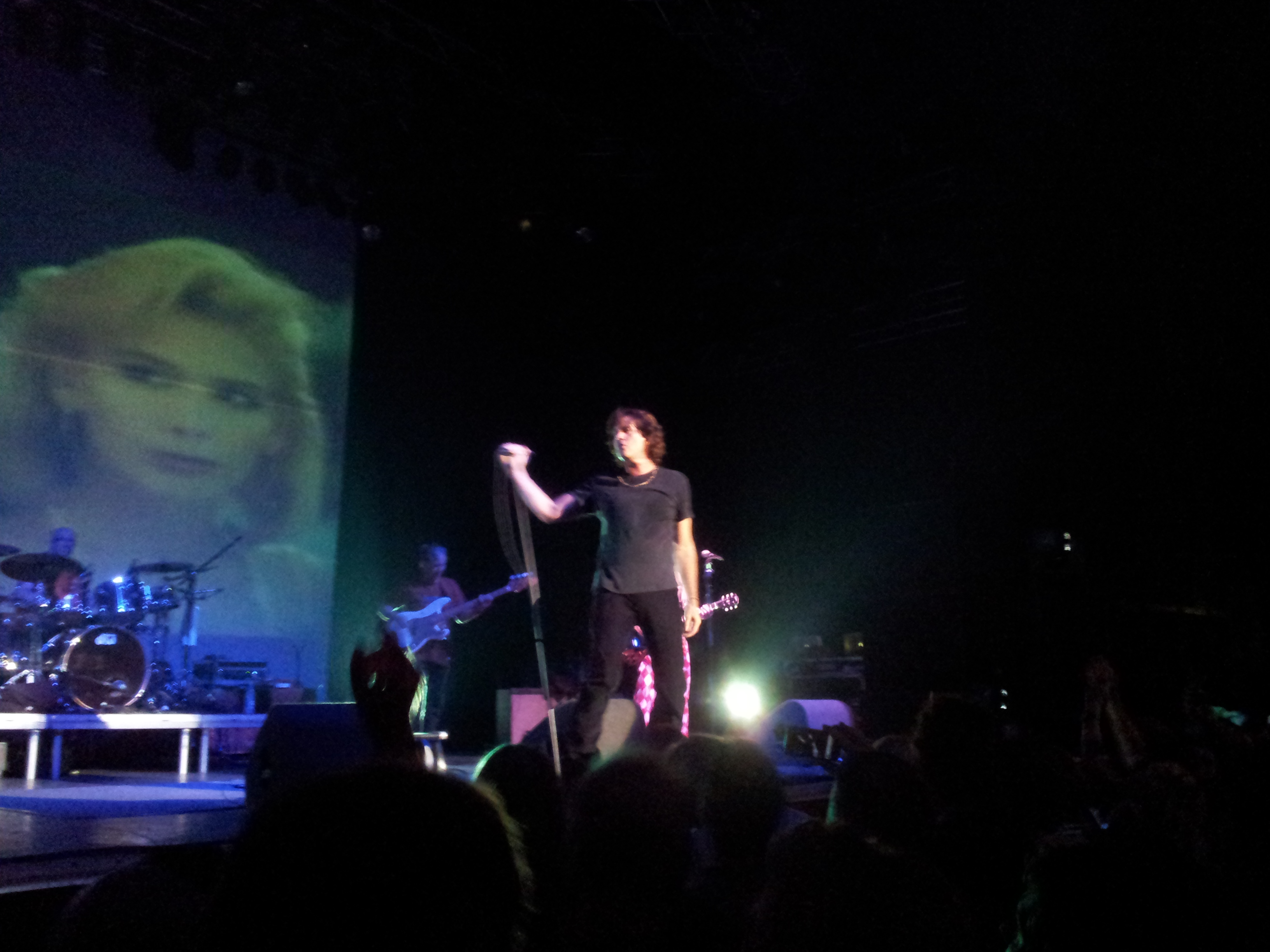
Dave Brock zingt met Ray Manzarek & Robby Krieger of The Doors in de 013 in Tilburg op 16 juli 2011

Manzarek-Krieger was een Amerikaanse rockband, gevormd door Ray Manzarek en Robby Krieger, de voormalige leden van The Doors. Eerder traden zij op onder de naam The Doors of the 21st Century, D21C en Riders on the Storm, maar vanwege verschillende juridische procedures over die namen, kozen zij er voor om op te treden onder de naam Manzarek-Krieger of Ray Manzarek and Robby Krieger of The Doors.

## Geschiedenis van de groep
In 2002 werd de band opgericht, toen er vorm werd gegeven aan het idee om de The Doors met de oorspronkelijke leden her op te richten. Op 3 september 2002 traden Gitarist Robby Krieger en toetsenist Ray Manzarek voor het eerst op als The Doors in The House of Blues in Los Angeles. Ian Astbury was de zanger. Ook werd daar meegedeeld dat drummer John Densmore geen deel meer uit wenste te maken van The Doors. Stewart Copeland, eerder bekend van The Police, werd de drummer. Copeland verliet na korte tijd de band en werd vervangen door Ty Dennis. Angelo Barbera werd toegevoegd als basgitarist.
De zakelijke mededeling dat Densmore geen lid van de band wilde zijn bleek echter toch een diepere achtergrond te hebben voor Manzarek en Krieger en de mededeling had een vervelend gevolg. Densmore accepteerde niet dat de overige The Doors leden zich afficheerden als The Doors en deed hun een proces aan wegens het gebruiken van die naam. Hoewel Krieger meende dat Densmore's motieven alleen voortkwamen uit rancune ten opzichte van Manzarek omdat deze zich laatdunkend over hem zou hebben uitgelaten in zijn biografie Light My Fire: My Life with The Doors, werd de drummer in het gelijk gesteld.
Hierna noemden zij zich The Doors of the 21st Century, maar ook die naam werd naar aanleiding van verschillende protesten (onder andere van de voormalige drummer van The Doors, John Densmore) hun verboden nog langer te gebruiken. Vanaf 2005 werd er opgetreden onder de naam Riders On The Storm, naar het gelijknamige laatste nummer, dat The Doors samen met lead-singer Jim Morrison opnamen. Ian Astbury (the Cult) was zanger van The Doors of the 21st Century van 2004 tot 2007.
In 2006 verliet Angelo Barbera de band en werd hij vervangen door Phil Chen. In 2007 vond nog een wisseling plaats in de bezetting van de groep, omdat Astbury weer wilde gaan toeren met zijn oude band The Cult. Hij werd vervangen door Brett Scallions, voormalig zanger van Fuel en (vanaf 2011) door Dave Brock.
Op 20 mei 2013 overleed Manzarek op 74-jarige leeftijd in een kliniek in Rosenheim, Duitsland. Hij leed aan galgangkanker.
Jim Morrison · Robby Krieger · Ray Manzarek · John Densmore